# Amenemhet IV.
Amenemhet IV. je bil sedmi in predzadnji faraon Dvanajste egipčanske dinastije (okoli 1990–1800 pr. n. št.) poznega Srednjega kraljestva (okoli  2050–1710 pr. n. št.). Vladal je več kot devet let v poznem 19. ali  zgodnjem 18 stoletju pr. n. št.
Amenemhet IV. je bil verjetno sin, vnuk ali posinovljenec svojega predhodnika Amenemheta III. Prvi dve leti je vladal kot njegov sovladar. Zdi se, da je bil miroljuben vladar.  Na Sinaj je poslal nekaj odprav iskat turkiz, v Gornji Egipt iskat ametist in odpravo v Deželo Punt. Trgoval je z Biblosom in Nubijo. Zgradil je nekaj delov Hatorinega templja v Serabit el-Hadimu na Sinaju in gradil dobro ohranjen tempelj Renenutetin tempelj v Medinet Madiju. 
Njegove grobnice še niso odkrili, vendar bi lahko bil pokopan v Južni mazgunski piramidi. Nasledila ga je Sobekneferu, ki je bila verjetno njegova sestra ali polsestra. Njeno kratko vladanje se je končalo s propadom Dvanajste dinastije in Srednjega kraljestva. Začelo se je Drugo vmesno obdobje Egipta.

## Družina
Mati Amenemheta IV. se je imenovala Hetepi. Znana je samo z napisa v  Renenutetinem templju v Madinet Madiju, na katerem je omenjena kot "kraljeva mati", ni pa omenjena kot "kraljeva žena", "kraljeva hčerka" ali "kraljeva sestra". Njene sorodstvene vezi z Amenemhetom III. niso znane, zato bi lahko bila preprostega porekla. Zaradi tega so nejasne tudi vezi med Amenemhetom IV. in Amenemhetom III.
Maneton trdi, da je bil Amenemhet IV. poročen s svojo polsestro Sobekneferu, vendar arheološke najdbe tega ne potrjujejo. Ker za Sobekneferu ni znano, da bi jo naslavljali s "kraljeva žena",  egiptolog Kim Ryholt  domneva, da je bil Amenemhet IV. posvojenec svojega predhodnika, s čimer je postal Sobekneferujin polbrat.
Amenemhet je umrl verjetno brez moškega naslednika, ker ga je nasledila Sobekneferu. Egiptologa Aidan Dodson in  Kim Ryholt domnevata, da sta bila prva vladarja Trinajste dinastije Sobekhotep I. in  Amenemhet  Sonbef njegova sinova.  Amenenmhet IV.  bi lahko bil tudi njen mož, vendar tudi za to ni nobenega dokaza.

## Vladanje
Amenemhet IV. je začel vladati kot mlajši sovladar svojega predhodnika Amenemheta III. V tem obdobju je Srednje kraljestvo doseglo svoj višek. Sovladanje je dokazano na več napisih z imeni obeh vladarjev.   Sovladanje  bi lahko trajalo eno do sedem let. Večina znanstvenikov je prepričana, da je trajala samo dve leti.
Torinski seznam kraljev, sestavljen v ramzeškem obdobju, ga omenja v 1. vrstici 6. kolone in mu pripisuje 9 let, 3 mesece in 27 dni vladanja.  Omenjen je tudi v 65. vnosu na Abidoškem seznamu kraljev in 38. vnosu na Sakarskem seznamu kraljev, sestavljenem v Novem kraljestvu. Dolžina njegovega vladanje je kljub temu nezanesljiva.

### Odprave in zunanji stiki
Napisi dokazujejo da je v rudnike turkiza Serabit el-Hadim  na Sinaju poslal štiri odprave. Četrto, ki bi lahko bila zadnja v Srednjem kraljestvu, je poslal v devetem letu vladanja. Napisi kažejo, da je naslednjo poslal šele Ahmoz I. približno dvesto let kasneje.
V drugem letu vladanja je poslal odpravo v rudnike ametista v Vadi el-Hudi na jugu Egipta. Vodja odprave je bil pomočnik zakladnika Sahator. Amenemhet IV. je omenjen tudi na napisih v Nubiji, ki so eksplicitno datirani v 5., 6. in 7. leto njegovega vladanja in dokazujejo egipčansko prisotnost v tej regiji.
Njegove trgovske stike z Biblosom v sedanjem Libanonu dokazujejo skrinjice iz obsidiana in zlata in pokrov vrča z njegovim imenom. Iz Biblosa bi lahko bila tudi zlata plošča, na kateri je upodobljen med darovanjem bogovom.
Pred kratkim so med izkopavanji v Mersa Gavasisu ob Rdečem morju odkrili leseni skrinji in črepinjo z napisom v hieratski pisavi, ki omenja odpravo v Deželo Punt v osmem letu njegovega vladanja. Odpravo je vodil kraljevi pisar Džedi. V Bereniki ob Rdečem morju so odkrili tudi fragmente dveh stel iz 7. leta njegovega vladanja.

### Gradnje
Amenemhet IV. je dokončal gradnjo Renenutetinega in Sobekovega templja v  Medinet Madiju. ki jo je začel njegov predhodnik. Tempelj je po mnenju Zahija Hawassa edini nedotaknjeni tempelj iz Srednjega kraljestva. Amenemhet IV. je morda zgradil tudi tempelj v  severovzhodnem Fajumu, dokončal tempelj boginje Hator na Sinaju in morda začel graditi podstavek za sveto ladjo v Karnaku, na katerem sta napisa Amenemheta III. in IV.

### Zapuščina
Manj kot deset let po smrti Amenemheta IV. se je Dvanajsta dinastija končala. Sledila ji je Trinajsta dinastija, ki je bila še šibkejša od prejšnje. Četudi sta bila prva vladarja Trinajste dinastije Sobekhotep I. in Sonbef verjetno sinova Amenemheta IV., je hitro zavladala politična nestabilnost in faraoni so le redko kdaj vladali več kot nekaj let.  Priseljevanje azijskih priseljencev v delto Nila, ki se je začelo že pred Amenemhetom IV., se je med njegovim vladanjem še pospešilo in postalo povsem nekontrolirano. Med Trinajsto dinastijo so prišleki v Nilovi delti ustanovili neodvisno kraljestvo, v katerem so vladali kanaanski kralji, ki so kasneje ustanovili Štirinajsto dinastijo. Vladala je iz Avarisa. Okoli 80 let po Amenemhetu IV. se je državna uprava popolnoma sesula. Začelo se je drugo vmesno obdobje Egipta.

## Grobnica
Grobnice Amenemheta IV. še niso prepoznali. Med mogočimi se pogosto omenja Južna mazgunska pirmida, v kateri ni nobenega napisa, ki bi jo povezal z njenim lastnikom. Arhitekturno je zelo podobna havarski piramidi Amenemheta III. v Havari, zato so jo egiptologi datirali v pozno Dvanajsto ali zgodnjo  Trinajsto dinastijo. Verjetnost, da bi Amenemhet IV. nasledil prvo piramido Amenemheta III. v Dahšurju, je majhna, ker so na napisu v pogrebnem templju odkrili njegovo ime.
V Dahšurju so ob ostankih piramide Amenemheta II. ostanki še ene piramide iz Srednjega kraljestva. Piramida še ni raziskana. Najdena je bila samo črepinja z imenom Amenemhet. Piramida je morda pripadala Amenemhetu IV., čeprav je imelo enako ime več faraonov iz Trinajste dinastije. Fragment bi lahko izviral tudi iz bližnje piramide Amenemheta II.